# صرم غلاب (يريم)

تعديل مصدري - تعديل

صرم غلاب محلة تابعة لقرية الجرين، التابعة لعزلة بني سباء بمديرية يريم إحدى مديريات محافظة إب في الجمهورية اليمنية، بلغ تعداد سكانها 51 حسب تعداد اليمن لعام 2004.